# Barleria courtallica
Barleria courtallica là một loài thực vật có hoa trong họ Ô rô. Loài này được Nees mô tả khoa học đầu tiên năm 1850.

## Hình ảnh

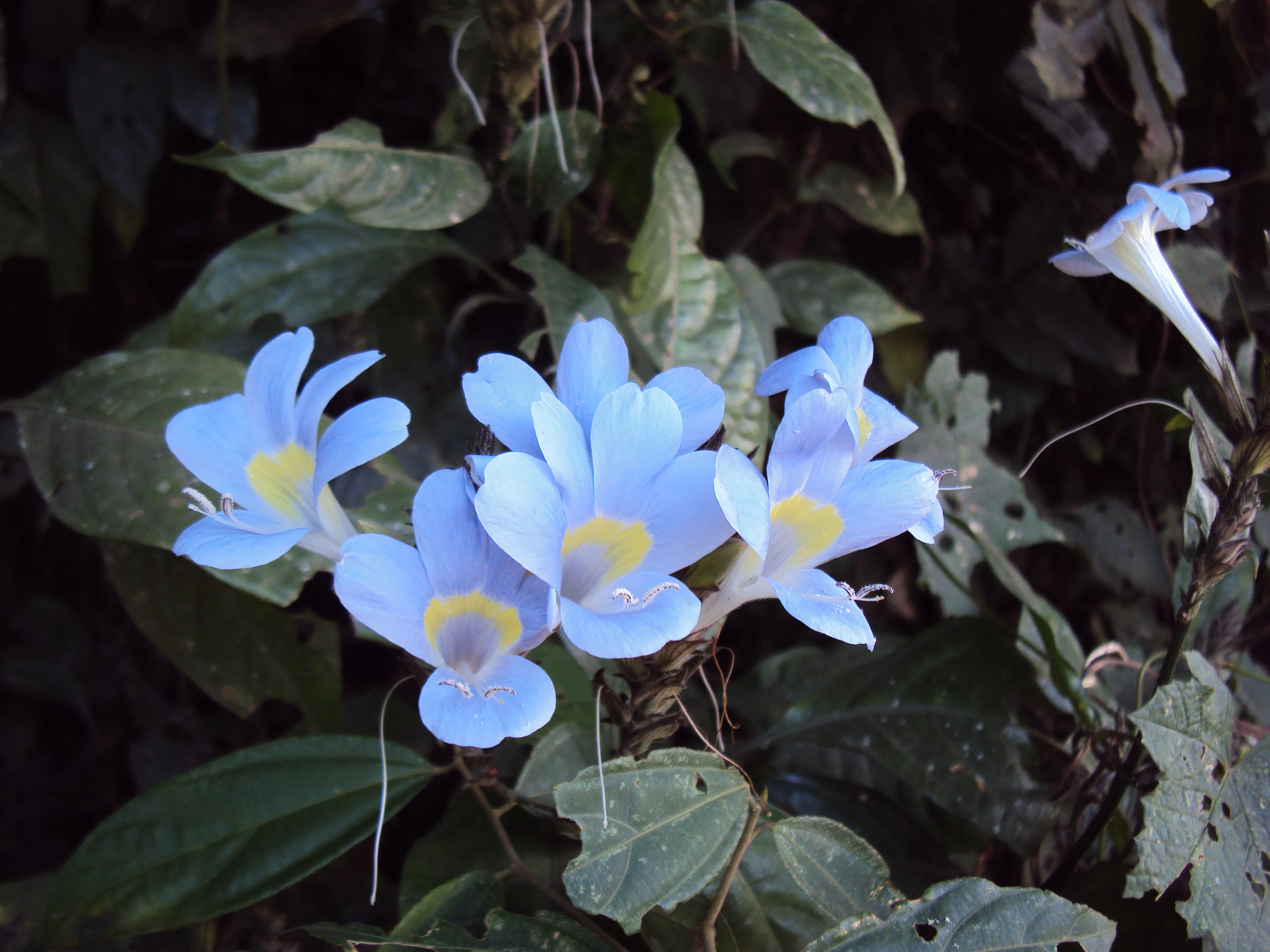
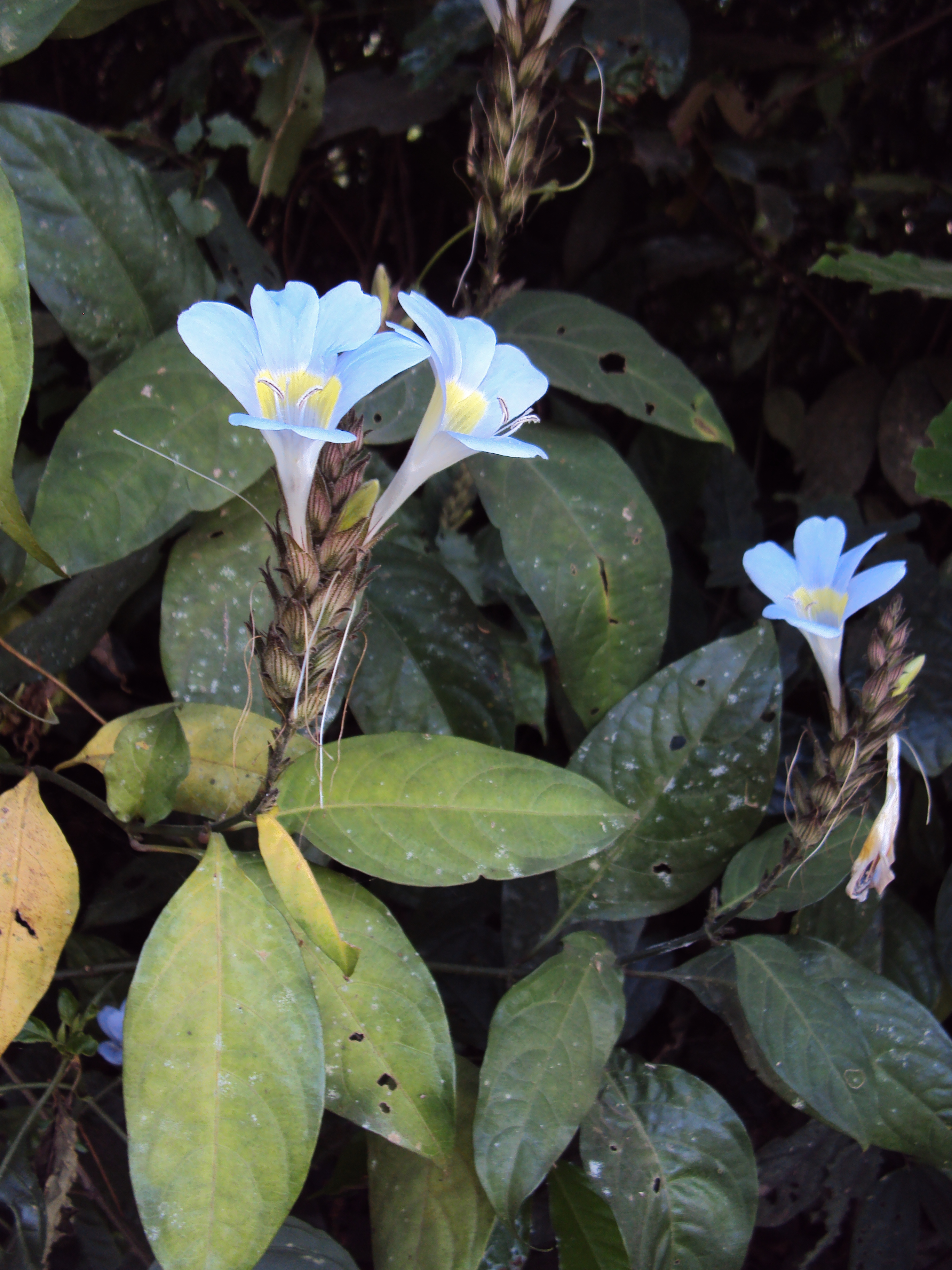
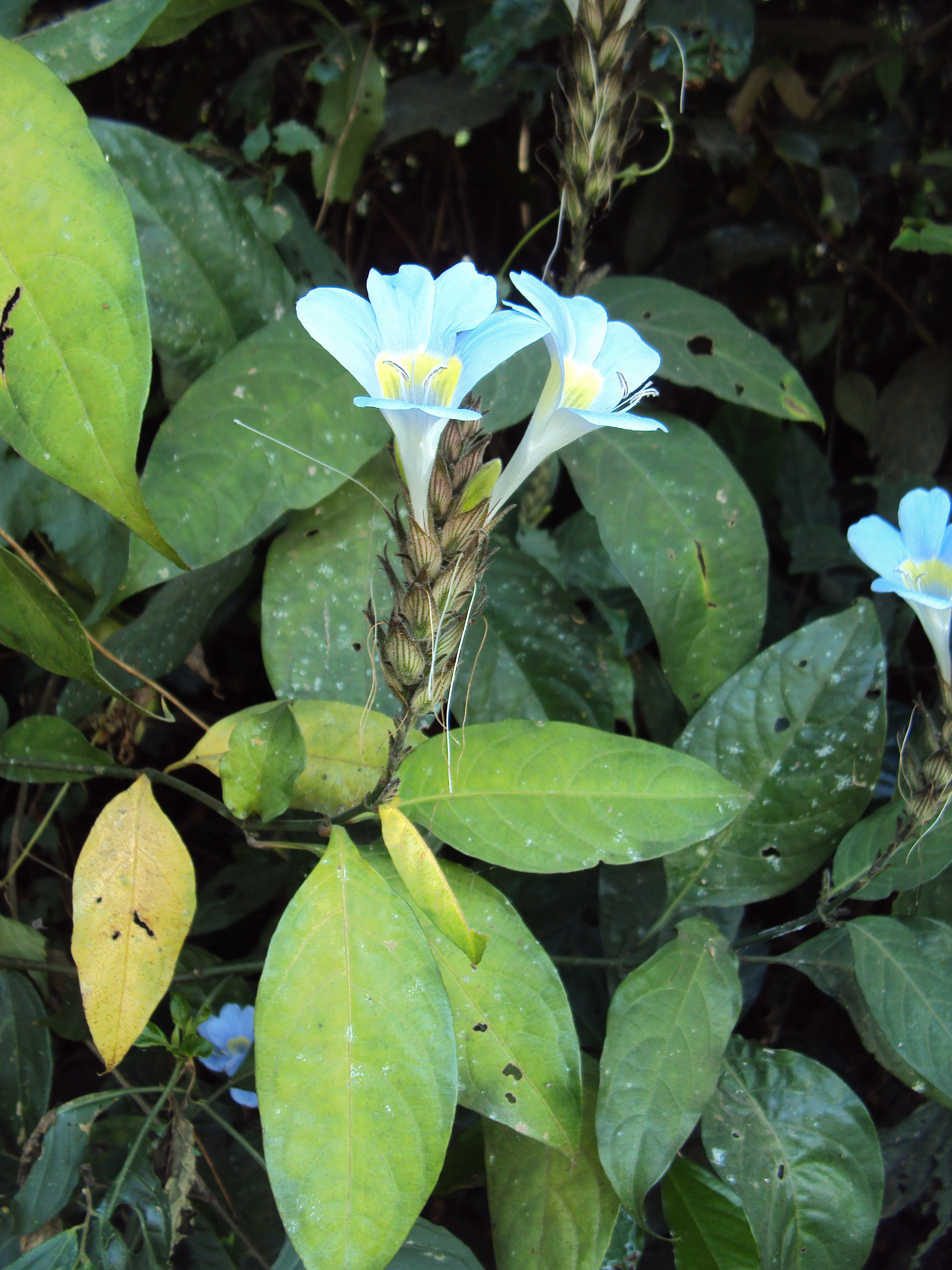
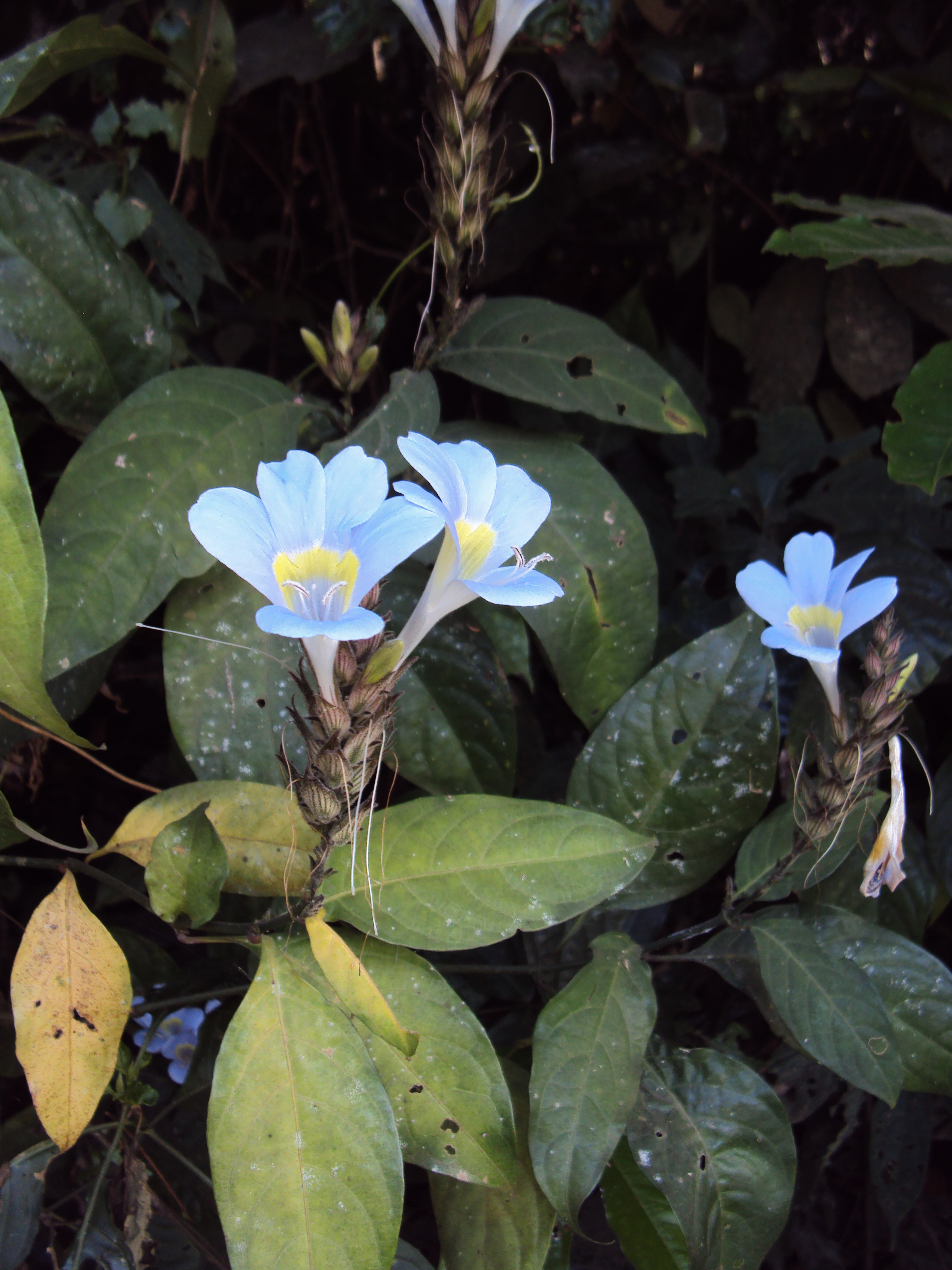